# Brienzer Rothorn

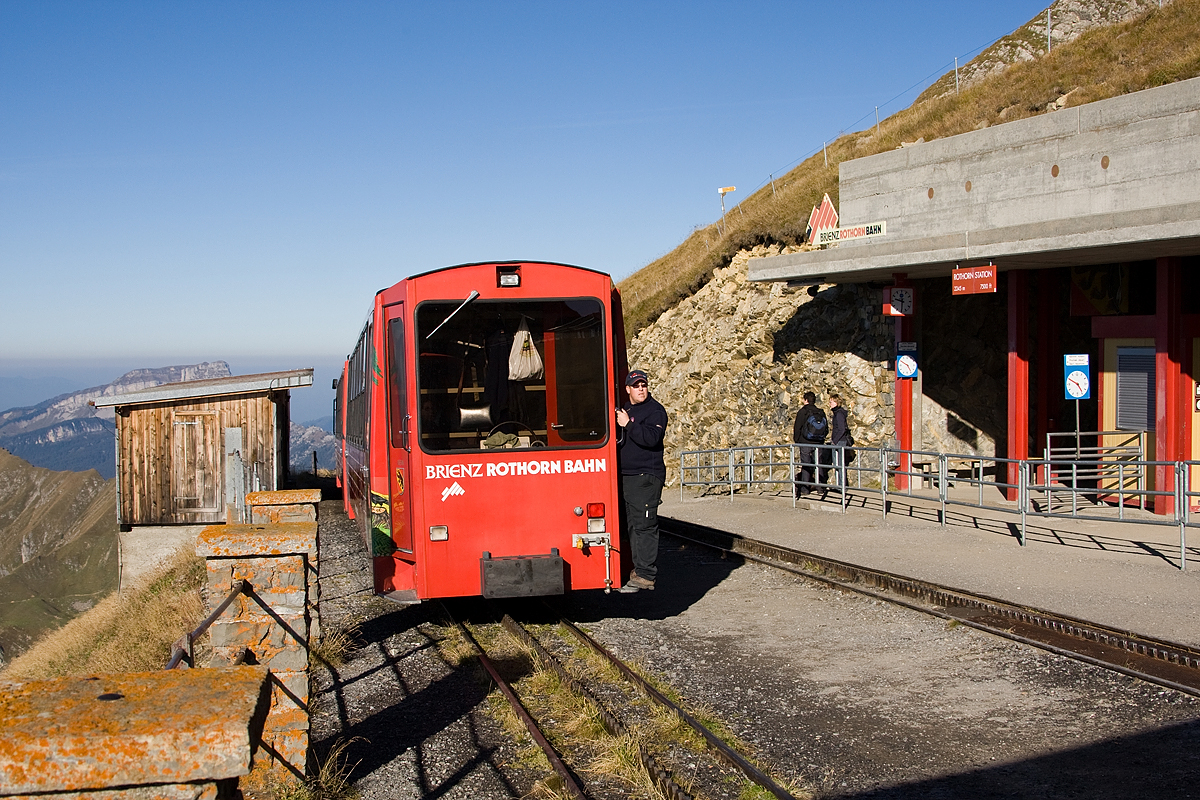
Brienzer Rothorn Bahn

Brienzer Rothorn är ett berg i de schweiziska alperna precis på gränsen mellan kantonerna Bern, Luzern, och Obwalden. Man kan endast nå den absoluta toppen genom att klättra. men mycket nära toppen går att komma med ångtåg och linbana. Närmaste ort till Brienzer Rothorn är Brienz (som berget fått sitt namn av) och därifrån går ångtågen upp till berget.

## Turism
Berget är mest känt för järnvägen upp, samt dess ånglok som det till och med skrivits en bok om, av författaren Peter Arnold. Tåget startar på en höjd av 566 meter över havet, precis utanför den lilla staden Brienz, intill bergväggen, och tar sig sedan sakta uppåt till nästan 2 300 meters höjd. Färden tar cirka 1 timme.  Berget är även känt för den fina restaurangen nära toppen, utsikten över sjön Brienzersee samt skärmflygning både som nöje och sport.